# Oriol Ripol
Oriol Ripol (6. září 1975, Katalánsko) je bývalý španělský ragbista, který hrál na pozici křídla a tříčtvrtky. V roce 2006 se stal (jako první Španěl) vítězem nejvyšší anglické ligy s klubem Sale Sharks. Předešlou sezonu vyhrál s týmem Vyzývací pohár. V roce 2011 vyhrál s Worcester Warriors druhou anglickou ligu.
Za španělskou reprezentaci odehrál 16 zápasů a položil 3 pětky (1996 – 2002). Zúčastnil se MS 1999, zahrál si historicky první utkání Španělska na MS (proti Uruguayi). Jako první Španěl si zahrál v roce 2003 za Barbarians.
Byl trenérem Barcelona Universitari Club. Od října 2022 pracuje pro Švédskou ragbyovou asociaci. 

## Klubová kariéra
- 1991 – 1994 Barcelona Universitari Club
- 1995 – 1997 Auckland University
- 1997 – 1998 Barcelona Universitari Club
- 1998 – 1999 UE Santboiana
- 1999 – 2000 Bridgend Rugby
- 2000 – 2001 Alcobendas Rugby
- 2001 – 2002 Rotherham Rugby
- 2002 – 2004 Northampton Saints
- 2004 – 2005 Rotherham Rugby
- 2005 – 2009 Sale Sharks
- 2010 – 2011 Worcester Warriors